# Битка код Јерусалима (1917)
Битка код Јерусалима (1917) је битка између Велике Британије и Турске за време Првог светског рата. Британци су под командом генерала Аленбаја 9. децембра 1917. заузели Јерусалим. Ова битка је део Синајског и палестинског похода

## Позадина
Британска војска у Египту победила је у новембру 1917. у трећој бици код Газе под командом новопостављеног генерала Аленбаја. Турци су се повлачили у великом нереду. После тога су поново средином новембра победили Турке у бици код Мугар избочине. После тога британска војска се кретала према Јерусалиму. Лево крило им је било у Јафи, а десним крилом се кретао брдима Јудеје. Командант турских снага у Палестини је био немачки генерал Ерих фон Фалкенхајн. Фалкенхајн је добио појачања, па је планирао контраофанзиву против британске војске. Обе стране су добиле наређења да избегавају бобе у близини Светог града, тј Јерусалима.

## Пад Јерусалима
Фалкенхајн је извео серију напада на британске снаге. Турци су утврдили мноштво места у прстену око Јерусалима. Аленбај је регрупирао своје снаге и послао је 20. корпус под командом Филипа Четвода да заузме град. Британци су напали, а 8. децембра су заузели врхове западно од Јерусалима, па су извршили други напад јужно од Витлејема. Турски контранапади нису били успешни, па су Британци заузели Јерусалим 9. децембра 1917.

## Улазак Аленбаја у Јерусалим
Аленбај је 11. децембра ушао пешке у град из поштовања према светом месту. У граду је прогласио војну управу, а страже је поставио по граду и Витлејему да заштити света места три велике религије. У Великој Британији освајање града је представљано као остварење средњовековних крсташких ратова. То је за Британију био велики политички догађај након три године неуспешног ратовања.

## Турски контранапад
Освајање Јерусалима и неуспех Фалкенхајнових напада проузроковали су велики пад морала у турској војсци. Наставиле су се местимичне борбе у околним брдима. Турци су добили нова појачања. На Божић Фалкенхајн је започео нови напад, али Британци су успешно одбили напад који је Турцима нанео тешке губитке.

## Последице
Савезници су поздравили победу Британије у бици код Јерусалима. У то доба савезници су доживљавали неуспехе. На западном фронту после битке код Камбраја фронт је био непомичан, Италијани су били поражени у бици код Кобарида, а Руси су били избачени из рата због Октобарске револуције. Падом Јерусалима савезници су доживели велико олакшање. У то доба поход у Месопотамији је био заустављен јер су слали појачања Аленбају. Падом Јерусалима Турци су изгубили контролу над средишњом Палестином, а 1918. су битком код Мегида и дефинитивно истерани из тога подручја.